# Dennewitz

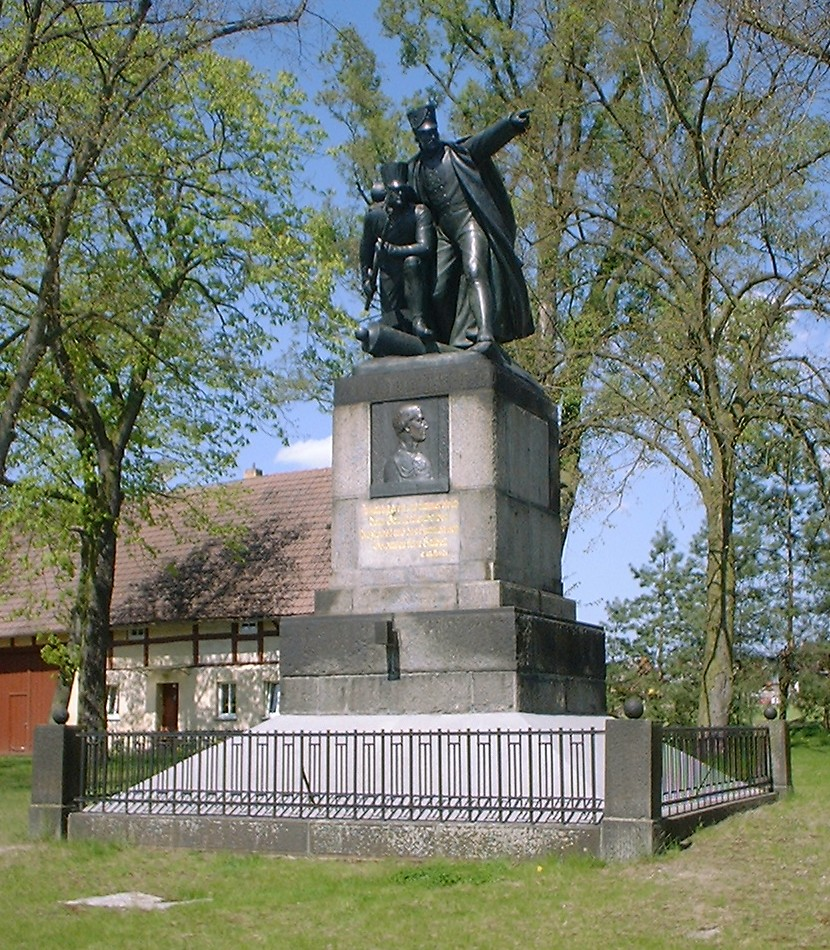
Denkmal für von Bülow in der Schlacht bei Dennewitz

Dennewitz ist eine Ortschaft in der Gemeinde Niedergörsdorf im Süden des Landkreises Teltow-Fläming in Brandenburg. Im Ort leben etwa 320 Einwohner. Bekannt wurde der Ort durch die Befreiungskriege und die Schlacht bei Dennewitz am 6. September 1813.

## Geschichte und Etymologie

### 12. bis 14. Jahrhundert

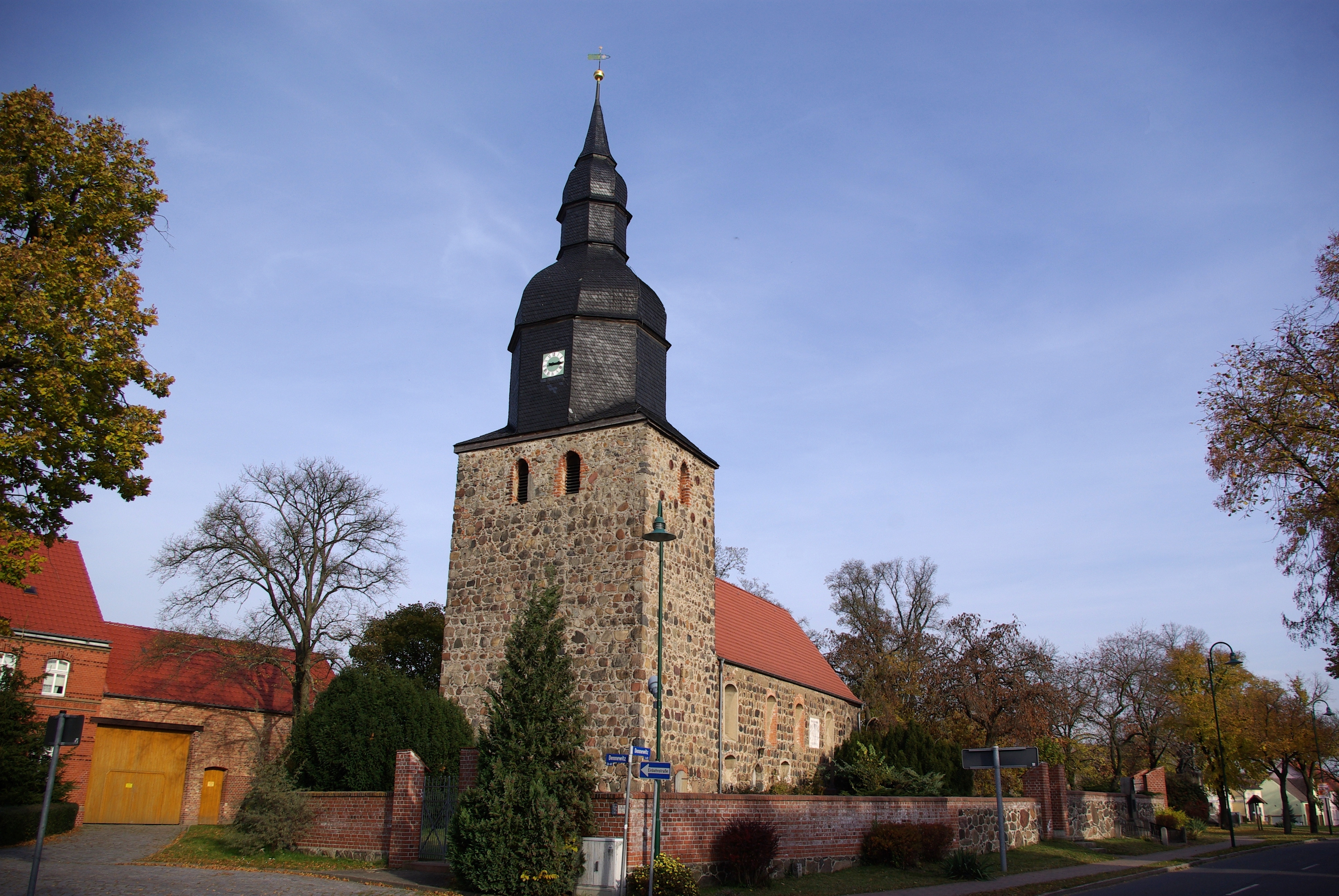
Dorfkirche

Das Straßendorf wurde 1174 erstmals urkundlich indirekt durch einen Sacerdotes Fridericus, Sacerdosde Danewiz erwähnt. Der Name leitet sich vom slawischen Personennamen Dan ab. Im Jahr 1221 erschienen die Schreibweisen Daniwiz und Danuwiz bzw. im Jahr 1225 in villa Danewitz. Der Ort gehörte vor 1174 bis 1817 der Vogtei bzw. dem Amt Jüterbog „mit allem Recht“ sowie dem Kirchenpatronat. Allerdings lagen einzelne Besitztümer und Hebungen in der Frühzeit bei Einzelpersonen, die im Laufe der Zeit an den Landesherren bzw. das Amt fielen. Eine Hufe gehörte vor 1192 bis 1553 dem Kloster Zinna und kam nach der Reformation bis nach 1642 an das Amt Zinna, seit 1205/1221 auch über den dritten und vierten Anteil. Dieser dritte Anteil bestand ebenfalls aus einer Hufe und gehörte bis 1205/1221 der Familie von Wesenstedt. Ein vierter Anteil über drei Hufen gehörte bis 1205/1221 dem sächsischen Marschall Iwan, der an das Kloster ging und damit mit dem zweiten Anteil vereinigt wurde. Von vor 1361 bis 1386 besaßen die Herren von der Dahme sieben Hufe, von denen im Jahr 1368 jedoch sechs verlehnt waren; gleiches galt für die Hebungen. Eine Hufe ging im Jahr 1361 an das Zisterzienserinnenkloster Jüterbog, die es bis zu ihrer Auflösung 1570/1594 hielten und die anschließend mit dem ersten Anteil vereinigt wurde. Die verbleibenden Rechte wurden 1386 an den Erzbischof abgetreten. Einen sechsten Anteil besaß vor 1368 die Familie von Heinrichsdorf. Der Anteil bestand aus fünf Hufen mit allem Recht (1368), von dem sie im Jahr 1378 zwei Hufen an den Kalandsherren von Jüterbog für den St. Annenaltar in St. Nikolai verkauften. Dort erschien er noch im 16. Jahrhundert und wurde mit dem ersten Anteil nach der Reformation(?) vereinigt. Eine Hufe ging im Jahr 1381 an die Schwestern Kind, die als Nonnen in Jüterbog leben. Möglicherweise, so Rohrlach, waren es aber auch nur Hebungen, da neben Geld auch 8 Scheffel Hafer, 4 Scheffel Gerste und 12 Scheffel Roggen genannt wurden. Eine weitere Hufe wurde 1384 an das Zisterzienserinnenkloster Jüterbog verkauft und damit mit dem fünften Anteil vereinigt. Eine andere Hufe wurde im Jahr 1381 noch im Besitz der von Heinrichsdorf genannt, fiel anschließend aber ebenfalls an den Landesherren. Vor 1368 besaß die Familie Chirstorff nicht weiter benannte Geldhebungen. Die Familie von Leipzig(er) besaß vor 1368 die Hebungen aus einer Hufe, die je 8 Scheffel Roggen und Hafer ergaben. Die Hebungen aus zwei Hufen (zusammen je 16 Scheffel Roggen und Hafer) gingen vor 1368 bis nach 1383 nach Petkus. Den zehnten Anteil besaß vor 1368 bis 1447 der Bürger Römer aus Jüterbog, darunter bis 1386 zum Teil als Afterlehen der Herren von der Dahme. Er verkaufte die Hebungen aus einer Hufe an die Familie von Straupitz, die je 6 Scheffel Roggen und Hafer erhielten (1368) bzw. Hebungen von offenbar zwei Hufen, die zusammen 20 Scheffel Roggen ergaben (1386) bzw. Hebungen von drei Hufen. Von diesen gab eine 6 Scheffel Roggen, 6 Scheffel Hafer und Geld, zwei Hufen gaben 15 Scheffel Roggen (1447). Vier Hufen besaß vor 1368 bis 1390 die Familie Wittenberg, von denen sie zwei im genannten Jahr an die von Richenheim weitergaben. Der zwölfte Anteil in Form einer Hufe lag bis vor 1383 bei der Äbtissin des Zisterzienserinnenklosters. Er gelangte vor 1383 bis nach 1389 an den Bürger Schütze aus Jüterbog, der neben der Hufe auch den Fleischzehnt, ein Rauchhuhn und drei weitere Hufen vom Bürger Felgentreu aus Jüterbog erhielt. Der 13. Anteil lag vor 1383 bis 1389 bei der Familie von Ottersleben, die ihn an die Familie von Richenheim verkauften. Es handelte sich dabei um Hebungen aus einer Hufe, die je 8 Scheffel Roggen und Hafer ergaben (1383). Den 14. Anteil besaß bis 1383 die Familie von Rehfeld, die ihn im genannten Jahr an die Familie Duben verkaufte, die ihn wiederum bis nach 1439 hielt. Im genannten Jahr wurde dem Bürger Heinrichsdorf dieser Anteil zur Anwartschaft eingeräumt. Es waren Hebungen, die je 9 Scheffel Hafer und Roggen gaben. Den 15. Anteil besaß bis 1383 die Familie Weger. Sie verkaufte ihn an den Bürger Kalow aus Jüterbog, der ihn bis nach 1400 hielt. Es handelte sich um Hebungen aus zwei Hufen, die je 8 Scheffel Roggen und Hafer sowie Geld gaben und zu einem Allodium in Jüterbog gehörten. Der Richter von Zeuden aus Jüterbog besaß vor 1368 bis nach 1383 die Hebungen aus neun Hufen. Von diesen gab eine je 6 Scheffel Roggen und Hafer, drei gaben je 8 Scheffel Roggen, 8 Scheffel Hafer sowie fünf Hufen, die zusammen 2 Wispel 2 Scheffel Roggen und Gerste sowie ein Wispel 5 Scheffel Hafer zahlten (1368). Ein 17. Anteil lag vor 1383 bis nach 1493 beim Bürger Gotz aus Jüterbog. Von dort gelangten sie bis 1511 an die Brüder Glaser. Es handelte sich um Hebungen von vier Hufen, von denen jede 8 Scheffel Roggen und 8 Scheffel Hafer gab (1383) bzw. Hebungen aus fünf Hufen. Zwei von ihnen gaben je 9 Scheffel Roggen und Hafer, zwei zweitere Hufen gaben je 8 Scheffel Roggen und Hafer, eine Hufe gab 9 Scheffel Roggen und 9 Scheffel Geste sowie 6 Scheffel Hafer und den Fleischzehnten (1466). Eine dieser Hebungen war bis 1386 ebenfalls ein Afterlehen der Herren von der Dahme. Dieser 17. Anteil wurde geteilt. Von 1511 bis 1602 besaß die Familie Schliebener den ersten Anteil. Sie verkaufte ihn im genannten Jahr an den Ratsmeister Schulze aus Halle/Saale, der ihn bis 1665 hielt und an den kurfürstlichen brandenburgischen Hof- und Konsistorialrat Reinhardt weitergab. Er hielt ihn bis 1673, bevor seine Tochter Frau von Kratz, eine geborene Reinhardt, ihn bis 1698 übernahm. Von dort ging er an die Familie Teupitz und dessen Töchter, die den Akzisekommissar Exß in Leipzig und Postmeister Rietz in Baruth ehelichten. Über diesen Weg kam der Anteil im Jahr 1819 an einen Herrn Dr. Hefftler sowie den Ratmann Flemming aus Jüterbog. Sie erhielten jeweils die Hälfte der Hebungen, die 1664 bereits in ein Freigut umgewandelt worden waren. Im Jahr 1839 wurden sie erneut und frei vererbt. Der zweite Anteil kam im Jahr 1511 an die Familie Schliebener, die ihn 1521 an die Familie Glaser weitergab. Sie hielt ihn nur drei Jahre und übergab ihn an den Bürger Gadegast aus Jüterbog. Von da kam er bis in das Jahr 1555 zum Sekretär Harländer, der ihn an die Familie von Klitzing weiterreichte. Sie hielten den Anteil bis 1568 und gaben ihn bis nach 1632 in den Besitz der Familie Uder. Von 1653 bis 1672 hielt der Ratsmeister Hahn aus Halle/Saale bzw. dessen Sohn den Anteil, der anschließend an den Amtshauptmann Hahn von Klitzing ging. In den Jahren  1672 bis 1675 besaß ihn der Arzt Birnbaum, der ihn an die Familie Junack weitergab. Von dort kam er im Jahr 1684 bis nach 1759 in die Familie Flemming, wenn auch nicht vollständig. Ein Wechsel fand ab 1754 statt, als die Familie Kniesche einen Teil aufkaufte und bis nach 1797 den Anteil vollständig erwarb. Ein 18. Anteil lag vor 1446 bis 1478 bei der Familie von Torgau, Herren zu Zossen. Sie besaßen im Dorf Hebungen aus drei Hufen, die jede je 8 Scheffel Roggen und Hafer gab; eine auch noch Geld (1446). Der 19. Anteil bestand ebenfalls bis 1386 aus einem Afterlehen der Herren von der Dahme und war vor 1386 im Besitz der von Gliechow. Er kam vor(?) 1466 bis 1494 an den Bürger Wergzahna aus Jüterbog und von dort im Zeitraum von 1494 bis 1505 an die Familie von Thüna. Anschließend übernahmen der Kanzleischreiber Freudemann und seine Erben den Anteil bis 1558, verkauften ihn im genannten Jahr an die von Schönermark, die ihn bis nach 1699 hielten. Es handelte sich dabei um die Hebungen aus drei Hufen, die jede je 8 Scheffel Roggen und Hafer sowie Geld gaben (1466), seit vor 1495 auch über den 21. Anteil, seit 1481 auch über den 25. Anteil und seit 1487 auch über den 27. Anteil. Den 20. Anteil besaß bis nach 1464 die Familie von Aken aus Berlin. Sie gaben ihn 1464 an die Familie von der Zauche, die ihn 1467 an den Bürger Wilmersdorf aus Jüterbog weitergaben, deren Familie den Anteil bis nach 1808 hielt. Es handelte sich dabei um die Hebungen aus drei Hufen, die jede je 8 Scheffel Roggen, Hafer und Geld gaben (1464); seit 1466 aus über den 24. Anteil. Der bereits erwähnte 21. Anteil lag vor(?) 1466 beim Bürger Felgentreu aus Jüterbog, der ihn bis nach 1484 hielt. Er räumte ihm dem Kanzleischreiber Freudemann zur Anwartschaft ein, die er vor 1495 übernahm. Es handelte sich dabei um die Hebungen aus einer Hufe, die je 6 Scheffel Roggen und Hafer, den Fleischzehnten sowie Rauchhühner von drei Erben (1466, 1495). Der 22. Anteil bestand aus Hebungen von zwei Hufen, die je 8 Scheffel Roggen, Hafer und Geld gaben und vor(?) 1466 bis nach 1478 bei der Familie Grosse lagen, die ihn anschließend an die Familie von Schleinitz verkaufte. Der 23. Anteil gehörte vor(?) 1466 bis 1516 der Familie Laurentz. Sie gaben ihn an die Familie von Thümen, die ihn bis 1583 hielt und an die Familie von Seelen verkaufte. Es handelte sich dabei um die Hebungen aus drei freien Hufen, die jede 1 Malter Roggen, 1 Malter Hafer und Geld gaben. Außerdem bestand der Anteil aus drei Diensthufen, die zusammen je 24 Scheffel Roggen und Hafer, Geld sowie den Fleischzehnten gaben (1466). Den 24. Anteil hielt im Jahr 1466 der Bürger Wilmersdorf aus Jüterbog, der die Hebungen aus einer Hufe umfasste, die 6 Scheffel Roggen und 6 Scheffel Hafer gab (1466), bevor er mit dem 20. Anteil vereinigt wurde. Der 25. Anteil war bis 1478 ein Afterlehen der von Torgau und gehörte vor 1478 den Klosterjungfrauen Anna Belger und Scholastica Gertz aus Jüterbog. Er wurde 1481 vom Kanzleischreiber Freudemann übernommen und mit dem 19. Anteil vereinigt. Es handelte sich um zwei Pachthufen, die vermutlich Hebungen von zwei Hufen darstellten (1481). Den 26. Anteil besaß bis 1478 ebenfalls der Bürger Laurentz, der ihn im genannten Jahr an die Herren Funcke und Hunold aus Jüterbog verkaufte. Sie hielten ihn bis 1538 und übergaben ihn an die Familie Spelter, die ihn bis 1568 hielt. Anschließend war ein Bürger Müller bis nach 1614 der Besitzer von Hebungen aus einer Hufe, die 8 Scheffel Roggen, 2 Scheffel Gerste, 6 Scheffel Hafer und Geld (1478) bzw. Hebungen aus einer Hufe mit 8 Scheffel Roggen und 8 Scheffel Hafer (1538) gaben. Ein weiteres Afterlehen war der 27. Anteil, der vor 1478 dem Bürger Felgentreu gehörte. Er verkaufte ihn 1487 an den Kanzleischreiber Freudemann, der ihn damit mit dem 19. Anteil vereinigte. Es waren Hebungen aus einer Hufe mit 6 Scheffel Roggen und 6 Scheffel Hafer (1483). Der 28. Anteil bestand aus Hebungen aus drei Hufen, von denen zwei 20 Scheffel Roggen gaben; eine 6 Scheffel Roggen und 6 Scheffel Hafer. Er gehörte bis 1487 der Familie von Schlieben und kam anschließend an den Barbier Rahn und dessen Erben. Sie verkauften ihn 1598 an den Magister Moritz und dessen Erben, die ihn 1641 an den Rittmeister Junack bzw. dessen Erben weitergaben. Von dort kam er bis 1742 zur Familie Wollersheim und danach bis nach 1759 an die Familie Flemming.
In dieser Zeit der zahlreichen Besitzerwechsel gab es in Dennewitz im Jahr 1400 einen Dorfschulzen. Außerdem kam es 1413 zu einem Überfall, bei dem brandenburgische Adelige zwei Bewohner ausraubte. Sie stahlen sechs Pferde und richteten einen Schaden von 44 Schock böhmischen Groschen (gr) an. 1492/1496 wurde Dennewitz als Amtsdorf geführt.

### 16. Jahrhundert
Um 1500 fand eine Steuererhebung im Erzstift Magdeburg statt, nach der die Bewohner von Dennewitz 13 1⁄2 Schock 28 1⁄2 (gr) zur Anlage zahlen mussten. Eine weitere Angabe über die zu zahlenden Steuern ergab sich aus dem Anschlagk der bewilligten steure vff gehaltenem Landtage zu Magdeburg dienstags nach Lucie 1516 mit 30 Rheinischen Gulden (fl) zur Steuer. Das Register über die Aufnahme der im Jahr 1534 verwilligten Steuer des 50. Pfennigs wies für den Ort eine Abgabenlast von 45 fl 7 gr zum 50. Pfennig (d) auf. Bei einer Visitation der Kirchen und Klöster im Erzstift Magdeburg wurden im Jahr 1562 im Dorf 23 Hauswirte festgestellt. Gleichzeitig wurden zwei Pfarrhufen festgestellt. Daneben besaß der Pfarrer eine Wiese und erhielt die 30. Mandel vom Getreidezehnten und den 3. Teil des Fleischzehnten. Die Kirche besaß drei Stücke Acker, eine Wiese und erhielt 8 Scheffel Roggen von der Windmühle sowie 9 Scheffel Roggen und 9 Scheffel Hafer von zwei Einwohnern. Den Küster standen 12 Scheffel Roggen von den Hufnern, 23 Brote und eine Mandel Eier zu. Wenige Jahre später erfolgte 1584 eine erneute Visitation, die ebenfalls 23 Hauswirte und den Pfarrer vorfand. Zwei Jahre später lagen die Abgaben ausweislich einer Einnahme und Ausgabe des 70. Pfennigs zur Landsteuer 1586/1587 bei 23 Talern 3 Ort zum 70. Pfenning.

### 17. Jahrhundert
Um 1600 lebten im Dorf ausweislich eines Vortzeichnüß der Ämbter, Clöster, Gerichtsjunkern unnd Dorfer im Erzstift Magdeburg insgesamt 23 Hauswirte, die im Jahr 1606 als 15 Bauern und acht Kossäten näher aufgeführt wurden. Um 1625 lebten im Dorf nur noch 14 Hufner und acht Kossäten. Im Dreißigjährigen Krieg wurde Dennewitz ebenfalls schwer getroffen. Eine Statistik aus dem Jahr 1637 weist nur noch vier Hufner- und drei Kossätenhöfe als besetzt aus. Ein Jahr später wurde von sieben Untertanen berichtet: ein Hufner und sechs Kossäten. Ein Hufner wurde als „krank“ verzeichnet, zwei als „fehlend“. Die Kriegsschäden wurden im Amts-Erbbuch von Jüterbog vom Jahre 1648 deutlich: Demzufolge war das Schulzengut mit zwei freien Lehn- und zwei Pachthufen zwar wieder besetzt, ebenso das Fünfhufnergut, von den elf Vierhufnerhöfen waren jedoch sieben wüst. Die beiden Dreihufnerhöfe waren ebenfalls unbesetzt, von den acht Kossätenhöfen lagen fünf wüst. Das Amts Jüterbock Erbbuch  von 1661 zeigte jedoch, dass sich Dennewitz wieder erholte. Mittlerweile waren nur noch zwei Hufnerhöfe wüst; ein Häusler war neu hinzugekommen. Die Designation der im Amt Jüterbog vorhandenen Stadt und Vorstädte, Amts- und Ritterschaft, Dörfer, Güter, Kirchen, Pfarren, besetzten Mannschaften von 1664 zeigte folgendes Bild: Das Lehnschulzengut war nach wie vor besetzt, ebenso die 14 Vollspänner und fünf Dienstkossäten. Allerdings lagen drei Dienstkossätenhöfe wüst; im Dorf lebten 24 Einwohner. Aus dem Untertanenverzeichnis wie viel ihrer in jeden Vorstadt und Dorfe zu befinden de ao 1699 wurde ersichtlich, dass von den 58 Hufen mittlerweile wieder 42 gangbar waren und 14 wüst lagen. Von den 15 Bauernhöfen lagen vier wüst. Der Fünfhufner war besetzt, von den elf Vierhufnern waren zwei wüst, ebenso zwei der drei Dreihufner.

### 18. Jahrhundert
Die Individual-Specification und Schatz oder Würdigung derer sambtlichen unterm Fürstl. Sachßen Querfurischen Ambte Jüterbog befindlichen contribuablen Grund Stücken aus dem Jahr 1704 verzeichnete die Anzahl der Hüfner und Kossäten sowie deren Aussaatmenge des Hofes und weiterer Ackerstücke. Demzufolge gab es in Dennewitz einen Fünfhufner, elf Vierhufner (darunter den Lehnschulzen), drei Dreihufner, einen Kossätenhof mit 6 Scheffel Aussaat (mit Windmühle), einen Kossätenhof mit 5 Scheffel Aussaat, einen Kossätenhöf mit 4 1⁄2 Scheffel Aussaat, einen weiteren Kossätenhof mit 3 1⁄2 Scheffel Aussaat sowie zwei weitere Kossätenhöfe mit je 3 Scheffel Aussaat. Ein weiterer Hof brachte es auf 2 1⁄2 Scheffel Aussaat. Sie bewirtschafteten gemeinsam 58 Hufen (1706). Ein Dokument aus dem Jahr 1721 führte die Aussaatmengen und Wiesenanteile auf. Im Dorf lebten zu dieser Zeit 21 Mann: Der Lehngerichtsschulze, 14 Bauern oder Anspänner, acht Kossäten und ein Häusler. Der Schulze besaß zwei freie und zwei Pachthufen. Es gab einen Fünfhufner, zehn Vierhufner, drei Dreihufner und acht Kossätenhöfe. Von diesen war einer nach wie vor der Windmüller, der einen Hof mit 6 Scheffel Aussaat sowie die Mühle am Niedergörsdorfer Weg besaß. Ein Kossät brachte es auf 6 Scheffel Aussaat, einer auf 4 1⁄2 Scheffel, zwei zu je 4 Scheffel, einer zu 3 1⁄2 Scheffel, einer zu 3 Scheffel und einer zu 2 1⁄2 Scheffel Aussaat. Es gab den Freihäusler, eine Küsterwohnung sowie ein Acker, der der Gemeinde gehörte und als Triftstück bezeichnet wurde. Auf diesem Grund wurde eine Schmiede errichtet. Im Dorf wurden im Jahr 1760 insgesamt 25 Feuerstellen (=Haushalte) auf 58 Hufen betrieben. Die Specification der Häuser und angesessenen Einwohner der Ämter Dahme und Jüterbog von 1777 führte für Dennewitz nach wie vor 15 Hufner und Vollspänner auf. Es gab einen Ganzkossäten, fünf Mittelkossäten, zwei Halbkossäten sowie zwei Häusler auf der Gemeinde. Im Dorf standen weiterhin ein gemeinschaftlich genutztes Hirtenhaus sowie die bereits erwähnte Schmiede.

### 19. Jahrhundert

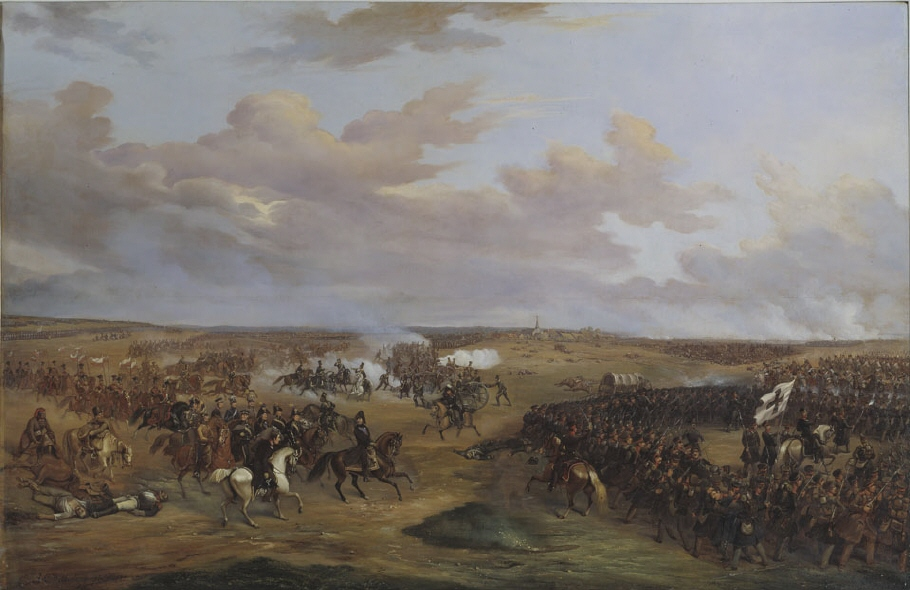
Darstellung der Schlacht, Alexander Wetterling

Im Jahr 1800 gab es nach Leonhardi im Dorf 15 Anspänner, acht Kossäten und zwei Häusler. Die Bewohner hielten zusammen 40 Pferde, 64 Kühe und 666 Schafe. Einen detaillierten Einblick gab Register Allgemeine Personensteuer auf Bartholomai 1812 vom Querfurter Landtag in Dresden 1811 bewilligt. Es nannte alle ortsanwesenden Personen: Der Prediger hatte einen Knecht, Magd und Gänsemädel. Es gab einen Schullehrer, den Schulzen mit Bierschank, Bruder, Magd, Jungen, Gänsemädel und Mutter. Der erste der 14 Hufner hatte einen Knecht, eine Magd, einen Jungen und ein Gänsemädel. Der zweite hatte drei Kinder, Magd und Jungen, der dritte einen Knecht, Magd und lebte mit seinem Vater, der vierte mit seiner Schwester, einem Knecht, Jungen und seiner Mutter. Der fünfte Hufner hatte eine Tochter, einen Knecht, einen Jungen und ein Gänsemädel, der sechste eine Magd, Jungen und Mutter. Der siebte Hufner hatte einen Sohn, eine Magd, zwei Jungen und ein Gänsemädel, der achte einen Sohn, Magd und Jungen. Der neunte Hufner hatte eine Schwester, einen Knecht, einen Jungen und lebte mit seiner Mutter, der siebte hatte einen Knecht, Magd und Mutter. Der achte Hufner hatte drei Kinder, der neunte eine Magd, Jungen und Vater, der zehnte zwei Geschwister, Knecht und Mutter. Von den sieben Kossäten hatten zwei je eine Tochter, ein dritter beschäftigte einen Tagelöhner, ein anderer hatte einen Sohn, ein weiterer lebte mit seinem Vater. Der Windmüller hatte zwei Kinder, einen Gesellen und beschäftigte fünf Tagelöhner, von denen zwei eine Tochter, einer einen Sohn und einer beim Vater lebte. In Summe lebten in Dennewitz zum Zeitpunkt der Erhebung 30 Steuerpflichtige.
Am 6. September 1813 fand in der Umgebung von Dennewitz die Schlacht bei Dennewitz statt. 1815 wurde das bis dahin kursächsische Dorf als Ergebnis des Wiener Kongresses zwangsweise an Preußen abgetreten. In Jüterbog und Niedergörsdorf sind die „Dennewitzer Straße“ nach diesem Ort benannt. In Berlin-Schöneberg erinnert der „Dennewitzplatz“ an das Geschehen im Jahre 1813. Gleiches trifft auf die „Dennewitzer Straße“ in Leipzig, sowie die „Dennewitzstraße“ in Augsburg, Dortmund, Duisburg, Gelsenkirchen und Hannover zu. Der Ort Malmbergets Dennewitz  in der Nähe von Malmberget in Nordschweden wurde nach Dennewitz benannt (auf Schwedisch manchmal Denevitz geschrieben). Die Bebauung wurde aber später wegen des Bergbaus in den 1960er Jahren abgetragen. Vier Jahre nach der Schlacht lebten im Dorf nur noch 19 als „Eigentümer, Erbpächter und Erbzinsleute“ bezeichnete Personen, die 60 Hufen bewirtschafteten. Im Dorf standen im Jahr 1837 insgesamt 28 Wohnhäuser; der Bestand wuchs auf sechs öffentliche, 32 Wohn- und 79 Wirtschaftsgebäude im Jahr 1858 an. Das Dorf war zu dieser Zeit 4540 Morgen (Mg) groß: 10 Mg Gehöfte, 66 Mg Gartenland, 3866 Mg Acker, 85 Mg Wiese, 51 Mg Weide und 462 Mg Wald. Im Jahr 1896 wurden hiervon 34,3 Hektar an den Gutsbezirk Jüterbog Schießplatz abgetreten; ein Jahr später mit dem sogenannten Lazarettgrundstück weitere 4,6 Hektar.

### 20. Jahrhundert
Aus einem Viehstands- und Obstbaumlexikon ist bekannt, dass im Jahr 1900 im Dorf 58 Häuser standen. Es gab zwei Bahnwärter, sieben Bahnwärter und Büdner, die 0,29 Hektar bewirtschafteten, ein Büdner und Maurer mit 4,32 Hektar sowie einen Büdner und Nachtwächter mit 5,5 Hektar. Ein Büdner und Schneider besaß 7,5 Hektar, ein Büdner und Weichensteller 2,54 Hektar, ein Büdner und Zimmermann 1,12 Hektar. Der Gastwirt bewirtschaftete nebenher 4,28 Hektar. Den 13 Hufnern standen 89,63 Hektar, 74,29 Hektar, 74,17 Hektar, 71,37 Hektar, 71,17 Hektar, 68,13 Hektar, 67,53 Hektar, 65,20 Hektar, 64,79 Hektar, 58,79 Hektar, 52,167 Hektar bzw. 33,95 Hektar zur Verfügung. Ein Hufner und Gemeindevorsteher besaß 60,24 Hektar. Die sechs Kossäten bewirtschafteten unter anderem 23,48 Hektar, 11,23 Hektar, 8,45 Hektar, 7,07 Hektar und 4,02 Hektar. Ein Kossät war auch als Bahnarbeiter tätig und bewirtschaftete 5,39 Hektar, ein Kossät und Müller hatte 5,66 Hektar. Es gab einen Lehrer, einen Pastor, zwei Rentner und zwei Restgutbesitzer mit 9,23 Hektar bzw. 6,12 Hektar. Außerdem gab es einen Schmiedemeister mit 4,8 Hektar und zwei Weichensteller. Im Jahr 1928 wurden vom Gutsbezirk Kappan der Hauptteil eingemeindet; Dennewitz wurde 1931 Landgemeinde mit dem Wohnplatz Kappan. Das Gemeindelexikon aus dem Jahr 1932 führt für das Jahr 1931 insgesamt 80 Wohnhäuser mit 103 Haushaltungen auf. Im Jahr 1939 gab es im Dorf einen land- und forstwirtschaftlichen Betrieb, der größer als 100 Hektar war. 14 weitere Betriebe waren zwischen 20 und 100 Hektar groß, fünf Betriebe zwischen 10 und 20 Hektar, sieben Betriebe zwischen 5 und 10 Hektar sowie 33 Betriebe zwischen 0,5 und 5 Hektar.
Nach dem Zweiten Weltkrieg wurden 43,6 Hektar enteignet: 1,5 Hektar Acker, 0,3 Hektar Wiese und Weide sowie 41,7 Hektar Wald. Zwei landlose Bauern und Landarbeiter erhielten hieraus 2,9 Hektar, fünf Hektar gingen an zwei landarme Bauern, 18,1 Hektar als Waldzulage an sieben Altbauern und 17,5 Hektar Wald an die Gemeinde. Im Jahr 1954 gründete sich eine LPG vom Typ I mit zunächst 12 Mitgliedern und 120 Hektar landwirtschaftlicher Nutzfläche, die im Jahr 1959 zu einer LPG Typ III überging. Diese besaß ein Jahr später 78 Mitglieder und 671 Hektar Fläche. Außerdem gab es eine LPG Typ I mit 16 Mitgliedern und 137 Hektar Fläche, die 1966 an die LPG Typ III angeschlossen wurde. Die Dennewitzer Windmühle fiel dem „Niedersachsen-Orkan“ vom 13. November 1972 zum Opfer. Im Jahr 1983 bestanden die LPG Typ III Niedergörsdorf Abteilung Dennewitz, die LPG (Pf) Niedergörsdorf mit der Abteilung Gartenbau Dennewitz und Werkstatt Dennewitz.
Am 31. Dezember 1997 wurde der Ort nach Niedergörsdorf eingemeindet.

## Bevölkerungsentwicklung

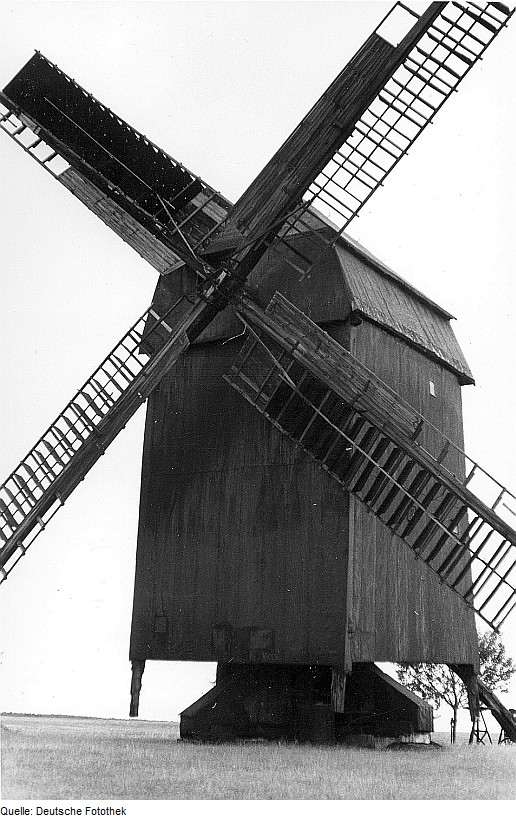
Dennewitzer Bockwindmühle, 1972

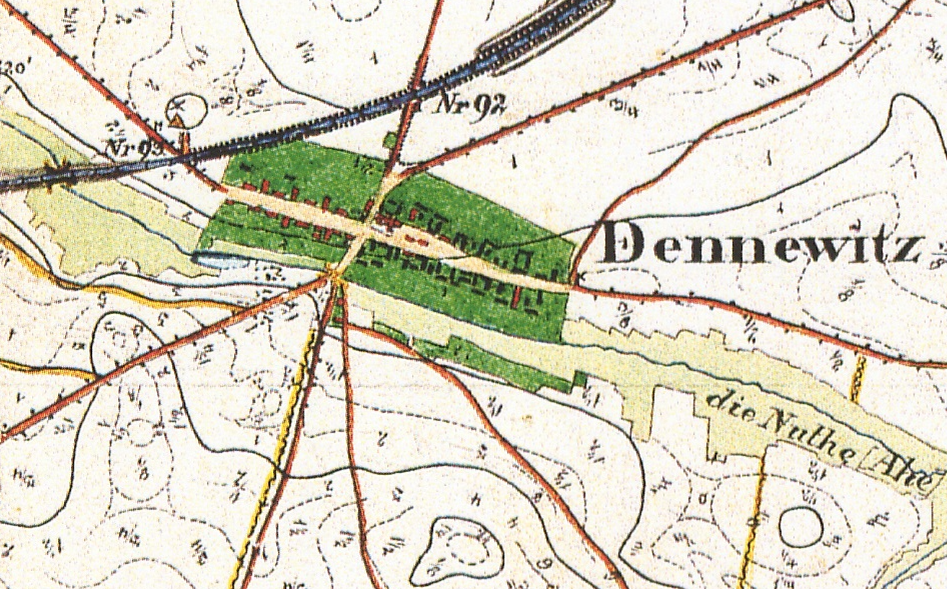
Dennewitz auf dem Urmesstischblatt 4044 Jüterbog von 1851, mit Standort der Windmühle

| Jahr      | 1817 | 1837 | 1858 | 1871 | 1885 | 1895 | 1905 | 1925 | 1939 | 1946 | 1964 | 1971 | 1981 |
| Einwohner | 180  | 222  | 276  | 322  | 328  | 323  | 336  | 383  | 678  | 618  | 405  | 355  | 333  |

## Bockwindmühle Dennewitz

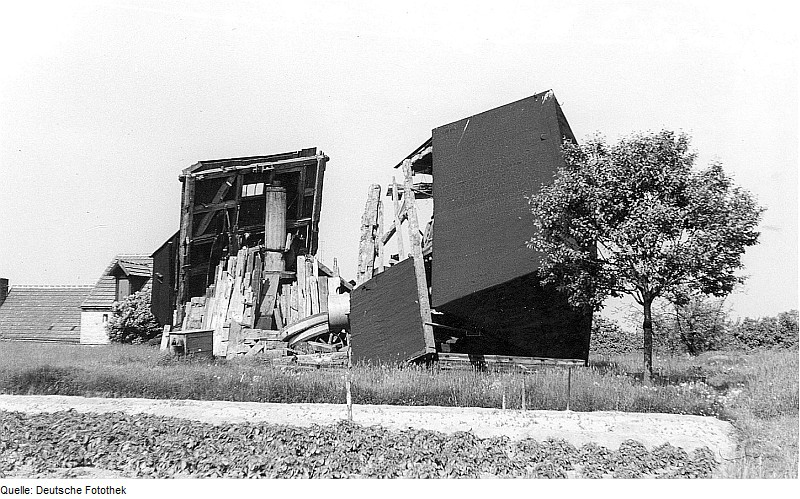
Dennewitzer Bockwindmühle während des Abbaus 1973

Die heute in Dennewitz stehende Bockwindmühle, die Hochzeitsmühle Dennewitz, stammt ursprünglich aus Kaltenborn und wurde 1994/96 hier wieder aufgebaut und rekonstruiert. Dennewitz besaß jedoch ebenfalls – bis zum Abriss 1973 – eine Bockwindmühle; sie stand nördlich der Bahnlinie, auf der anderen Seite des nordwestlichen Ortsausgangs (Lage:).
Die Geschichte dieser Mühle ist bisher in der Literatur nur schlecht dokumentiert. 1648 wird erstmals ein Kossät erwähnt, der gleichzeitig auch Windmüller war. Der Müller war also auch nebenerwerblicher Landwirt. 1704 und 1721 hatte der Kossätenhof des Windmüllers eine Aussaatmenge von 6 Scheffeln. 1812 hatte der Windmüller einen Gesellen und beschäftigte fünf Tagelöhner. 1816 wird zum Windmüller auch ein Ölschläger und ein Grützmacher erwähnt. 1837 wird allerdings nur noch der Windmüller genannt. 1858 wird die Mühle als Getreidemühle bezeichnet. 1900 besaß der Müller zu seiner Mühle noch 5,66 ha Land. Wie lange sie noch in Betrieb war, ließ sich bisher nicht ermitteln. 1973 wurde die Bockwindmühle abgebaut. Für einige Jahre stand noch der Hausbaum.

## Sehenswürdigkeiten und Kultur

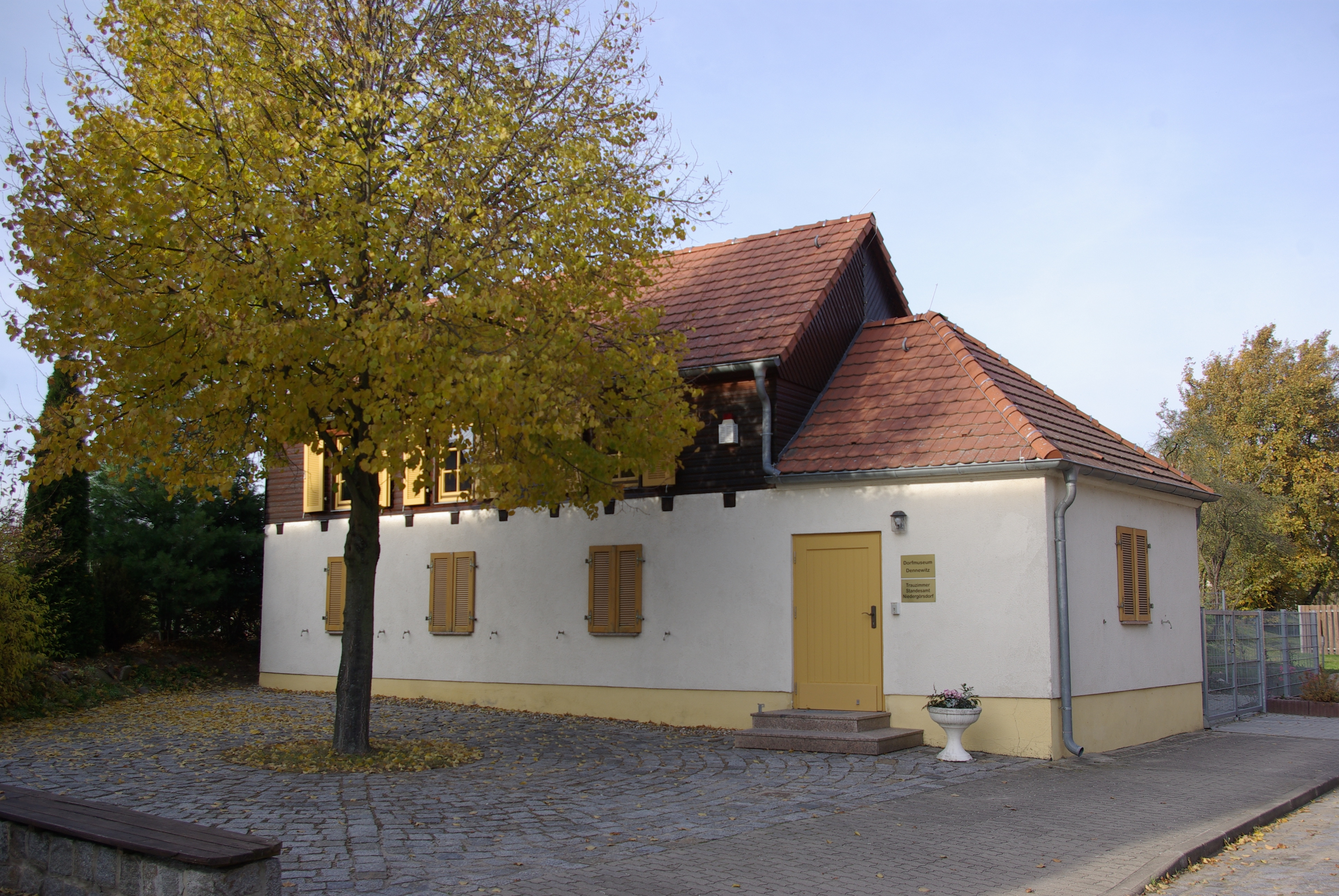
Dorfmuseum

- In und um Dennewitz erinnern insgesamt 11 Denkmäler an die Schlacht, darunter das Denkmal für Friedrich Wilhelm Bülow von Dennewitz, der am 6. September 1813 gemeinsam mit Tauentzien die Schlacht bei Dennewitz gewann. Das Denkmal wurde am 6. September 1913 auf der Anhöhe zwischen Dennewitz und Niedergörsdorf errichtet. Die Inschrift an der Vorderseite des Sockels unterhalb des Bülow-Reliefs zitiert den Dichter der Freiheitskriege, Ernst Moritz Arndt.
- Weitere Denkmale für die Schlacht bei Dennewitz sind beispielsweise der Tauentzien-Gedenkstein sowie das Schinkel-Tabernakel von Dennewitz nach einem Entwurf Karl Friedrich Schinkels
- Dorfkirche Dennewitz, eine gotische Feldsteinkirche aus der Zeit um 1300.
- Dorfmuseum mit einem Diorama bestehend unter anderem aus rund 2400 Zinnfiguren, die die entscheidende Schlachtszene darstellen.
- Die Dennewitzer Flämingtrachten pflegen das Brauchtum der Tracht der Region.[4]
- In der Dennewitzer Hochzeitsmühle sind seit 1998 Eheschließungen möglich.
- Sportvereine: SV 1813 Dennewitz e. V. (Kegeln) / SV Dennewitz e. V. (Fußball)

## Verkehr
Dennewitz liegt an der Bahnstrecke Berlin–Halle. Nächstgelegener Bahnhof ist Niedergörsdorf.